# Doryctes undulatus
Doryctes undulatus är en stekelart som först beskrevs av Julius Theodor Christian Ratzeburg 1852.  Doryctes undulatus ingår i släktet Doryctes och familjen bracksteklar. Arten är reproducerande i Sverige. Utöver nominatformen finns också underarten D. u. ussuriensis.